# Nueva Palestina, Ángel Albino Corzo
Nueva Palestina är en ort i Mexiko.   Den ligger i kommunen Ángel Albino Corzo och delstaten Chiapas, i den sydöstra delen av landet, 800 km sydost om huvudstaden Mexico City. Nueva Palestina ligger 772 meter över havet och antalet invånare är 8 069.
Terrängen runt Nueva Palestina är huvudsakligen kuperad, men söderut är den bergig. Runt Nueva Palestina är det ganska glesbefolkat, med 28 invånare per kvadratkilometer. Närmaste större samhälle är Angel Albino Corzo, 8,0 km norr om Nueva Palestina. I omgivningarna runt Nueva Palestina växer i huvudsak städsegrön lövskog.